# تحول انتخابي
في الانتخابات التمهيدية المفتوحة في الولايات المتحدة، يشير مصطلح التحول الانتخابي إلى قيام الناخبين المشاركين عادة في الانتخابات التمهيدية لحزب معين بالتصويت في الانتخابات التمهيدية لحزب آخر. يحدث هذا الأمر عادة عندما يكون مرشح الحزب ناجحًا لا ريب أو عندما يكون المرشح في الانتخابات التمهيدية لحزب معين جاذبًا للناخبين في الحزب الآخر.
وتكون دوافع التحول الانتخابي في بعض الأحيان دوافع إستراتيجية. ولذلك فإن المرشحين يستخدمون عملية التحول الانتخابي للإدلاء بأصواتهم في الحزب الذي يعارضه الناخبون من أجل تحديد المرشح الذي يمكن هزيمته بسهولة عن طريق المرشح الذي يدعمه الناخب بالفعل.
يعتبر البعض أن التحول الانتخابي يعتبر شكلاً من أشكال تزوير الانتخابات.